# Brent Dragon
Pour les articles homonymes, voir Dragon.
Brent Dragon est un pilote américain de stock-car né le 18 février 1966 à Milton, Vermont aux États-Unis. Membre d'une famille célèbre dans l'univers du stock-car du nord-est des États-Unis au cours des 40 dernières années, il est le fils de l'ancien pilote Beaver Dragon, neveu de Bobby et cousin de Scott.
Il est surtout actif dans la série ACT Tour depuis sa fondation en 1992. Vice-champion de la série en 1993 et 2004. En date du 12 mars 2015, il compte neuf victoires, 69 top 5 et 139 top 10 en 220 départs. Il a été vice-champion de la série en 1993 et 2004.
Il a aussi signé une victoire en Série ACT Castrol au Circuit Riverside Speedway Ste-Croix en 2009.
Vainqueur du Showdown ACT à l'Autodrome Chaudière en 2009.
Vice-champion du Vermont State Late Model Championship en 2012.
En 2014, il se consacre surtout à la série PASS North, récoltant trois top 10 en sept départs.